# Tjoekbal

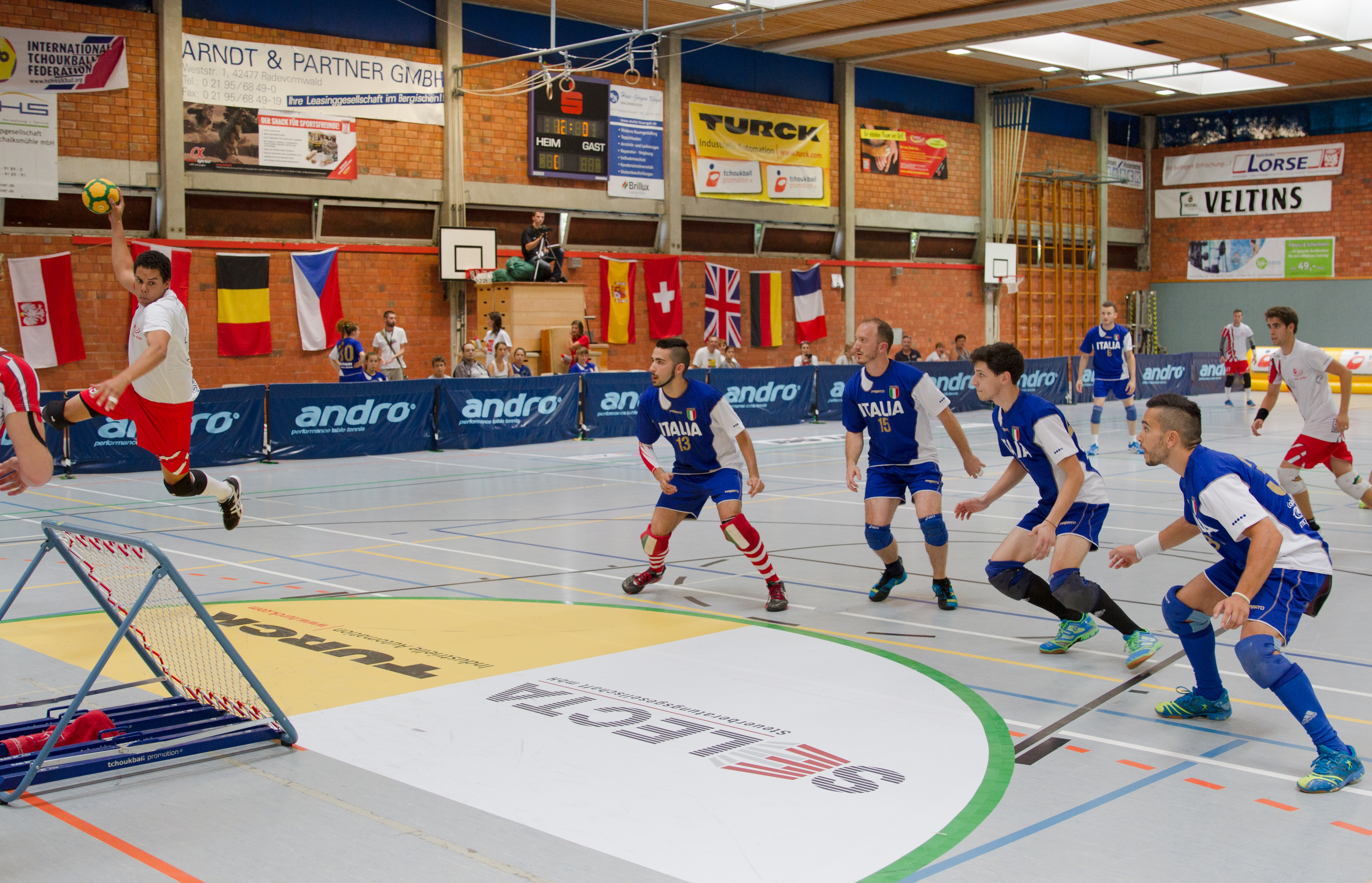
EK Tjoekbal 2014

Tjoekbal, tsjoekbal of tchoukbal is een balsport die eind jaren 1960 werd ontwikkeld door de Zwitserse bioloog Hermann Brandt. Hij was daarbij vooral geïnspireerd door het Baskische pelota. Het wordt gespeeld met een handbal en een frame met opgespannen elastisch net als doel. Het kan gespeeld worden met één doel, maar meestal wordt met twee doelen gespeeld. Het speelveld is rechthoekig, er wordt gespeeld met twee teams van 7 tot 9 spelers. 
Een team kan scoren door de bal van buiten een cirkel om het doel tegen het doel te werpen en zo terug te laten stuiten dat de tegenstander hem niet kan vangen, maar de bal wel binnen het veld terugkomt. Soms wordt als extra eis aangehouden dat de bal weer door een medespeler moet worden gevangen. Als het spel twee doelen kent, moet de bal eerst in een middenvak worden gebracht alvorens opnieuw kan worden gescoord.